# Епархия Захле
Епархия Захле (лат. Eparchia Mariamnensis Maronitarum) — епархия Маронитской католической церкви с центром в городе Захле, Ливан.

## История
4 августа 1977 года Святой Престол учредил епархию Захле, которая имела общую кафедру с епархией Баальбека-Дейр-эль-Ахмара. 9 июня 1990 года епархия Захле вышла из союза с епархией Баальбека-Дейр-эль-Ахмара и стала самостоятельной церковной единицей.

## Ординарии епархии
- общая кафедра с епархией Баальбека-Дейр-эль-Ахмара (1977—1990);
- епископ Georges Scandar (9.06.1990 — 8.06.2002);
- епископ Mansour Hobeika (12.09.2002 — 28.10.2014).
  - sede vacante

## Источник
- Annuario Pontificio, Libreria Editrice Vaticana, Città del Vaticano, 2003, ISBN 88-209-7422-3